# 梅日尼茨科耶湖 (別扎尼齊區)
57°11′46″N 30°37′50″E / 57.19611°N 30.63056°E
梅日尼茨科耶湖（俄语：Межницкое）是俄羅斯的湖泊，位於該國西北部，由普斯科夫州負責管轄，處於別扎尼齊區，面積1平方公里，集水區面積10.9平方公里，平均水深1.5米，最大水深3米。